# (621) Verdandi
(621) Verdandi es un asteroide perteneciente al cinturón de asteroides descubierto el 11 de noviembre de 1906 por August Kopff desde el observatorio de Heidelberg-Königstuhl, Alemania.
Está nombrado por Verðandi, una de las tres nornas de la mitología nórdica.
Forma parte de la familia asteroidal de Temis.